# Blähschiefer

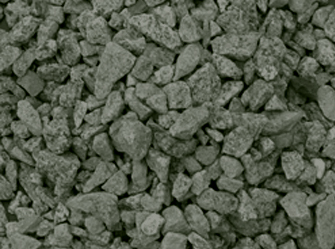
Blähschiefer mit der Korngröße 4/8 mm

Blähschiefer zählt zu den leichten Gesteinskörnungen und wird aus zerkleinertem Schieferton hergestellt. Beim Brennen wird dieser senkrecht zur Schieferungsebene aufgebläht. Anders als beim Blähton besitzen die Körner eine plattige Form. 
Aufgrund seiner geringen Dichte von 0,6 bis 1,8 kg/dm³ eignet sich der Blähschiefer besonders für die Herstellung von Leichtbeton mit guter Wärmedämmung.  Gegenüber Kies oder Sand ist die Eigenfestigkeit von Blähschiefer allerdings geringer. Weitere Anwendungen sind als offenporiges, wasserspeicherndes Substrat im Garten- und Landschaftsbau insbesondere für Dachbegrünungen, als Balken-Schüttung und als Winterstreugut.

## Normen und Standards
- DIN EN 13055 – Leichte Gesteinskörnungen